# Nicholas Ray
Nicholas Ray (Galesville, Wisconsin, 7 de agosto de 1911-Nueva York, 16 de junio de 1979), cuyo nombre real era Raymond Nicholas Kienzle, fue un director, guionista y actor de cine estadounidense.

## Biografía
Fue el menor de cuatro hermanos. Su padre, que ya tenía dos hijas de un matrimonio anterior, era alcohólico. Era un alemán católico, pero se hizo luterano. Su madre trabajaba en el mundo del espectáculo.
Ray empieza a estudiar en la Universidad de Chicago, pero se ve obligado a dejarla en 1932. Se traslada a Nueva York y se cambia el nombre. Regresará a Wisconsin tras recibir una invitación del arquitecto Frank Lloyd Wright, con el que había estudiado en una escuela de arquitectura llamada «Taliesin». Por desgracia, este dúo no tendrá continuidad y Ray deja otra vez su escuela y regresa a Nueva York. 
Durante la Gran Depresión, Ray estuvo trabajando en el Proyecto de Teatro Federal, parte de la Works Progress Administration. Se hizo amigo del folclorista Alan Lomax y viajó con él a través de la América rural coleccionando música tradicional. Lomax y Ray produjeron "Back Where I Come From", un programa de radio de música folk pionero con artistas como Woody Guthrie, Burl Ives, Lead Belly y Pete Seeger. La música folk nortemaericana estaría siempre presente en muchas de sus películas.
Con apenas 100 dólares en el bolsillo, Ray se une a un grupo de Teatro de Improvisación de Nueva York. Allí conocerá a Elia Kazan. Era célebre por su manera poco corriente de empujar a los estudiantes hasta sus límites, y esa forma de enseñar es la que marcará a Ray el resto de su vida. De hecho, cuando Kazan dirige Lazos humanos (A Tree Grows in Brooklyn, 1945), su primera película en Hollywood, contratará a Ray como ayudante.

### Debut como director
A continuación, Ray empieza a dirigir sus propias películas. En 1948 se estrena con Los amantes de la noche (They Live by Night); en 1949 sigue con El secreto de una mujer (A Woman's Secret), en la que destaca la interpretación de Gloria Grahame, con la que se casará tras el rodaje. Ese mismo año rodará El crimen no paga / Horas de angustia / Llamad a cualquier puerta (Knock on Any Door), con Humphrey Bogart, en 1950 En un lugar solitario (In a Lonely Place), película protagonizada por Bogart y Grahame, que trata de un guionista sospechoso de asesinato, y Nacida para el mal (Born to Be Bad).
Películas posteriores son Infierno en las nubes (Flying Leathernecks, 1951) con John Wayne), La casa en la sombra (On Dangerous Ground, 1951) con Ida Lupino y Robert Ryan, Hombres errantes (The Lusty Men, 1952) con Robert Mitchum y Susan Hayward, Johnny Guitar (1954) con Joan Crawford y Sterling Hayden, que tuvo un gran éxito de taquilla, y Busca tu refugio (Run for Cover, 1955) con James Cagney.

### Rebelde sin causa
Tras este triunfo, Ray se une a la Warner Bros., que le encargará la dirección de la famosa Rebelde sin causa. Esta película era en principio una visión de las investigaciones del doctor Robert M. Lindner acerca de los adolescentes díscolos y violentos. Warner se había hecho con los derechos de esta obra y tenía pensado que la protagonizara Marlon Brando y que la dirigiera Sidney Lumet. Sin embargo, ninguno de los dos pudo participar en ese proyecto. 
El tema de la delincuencia juvenil ya estaba presente en todos los medios de comunicación norteamericanos desde mucho tiempo antes, lo que animó a Ray a aceptar este proyecto. De hecho, opinó a este respecto: «No me interesaban ni el psicópata ni el hijo de una familia desestructurada». Sin embargo, poco después, Ray empieza a escribir su propia historia, titulada The Blind Run, una cruda historia de 17 páginas que contaba con una serie de escenas violentas y de actos criminales. A él se une el productor David Weisbart, con el que reescribe la historia para hacerla más aceptable. A continuación, Ray se da cuenta de lo absurdo de la tesis que pretende transmitir ese rebelde «sin causa»: los malos provienen de familias pobres, los ricos son los buenos. «Es totalmente falso», dijo Ray. «Somos todos nosotros».
Para perfilar el guion, Ray recurre al dinámico Stewart Stern, un escritor de 32 años. Para poner la guinda, Ray escoge a James Dean como protagonista del largometraje. Ambos tienen mucho en común, por ejemplo, ambos han tenido una infancia desgraciada (el padre de Dean lo abandonó a los nueve años) y ambos eran adultos introvertidos. 
La banda sonora de la película contará con el muy reconocido Leonard Rosenman, que había compuesto la música de Al este del edén / Al este del paraíso (East of Eden, 1955). 
Sin embargo, Warner Bros. no estaba muy de acuerdo en la elección del actor principal. La compañía prefería actores jóvenes, estrellas ascendentes como Robert Wagner, Tab Hunter o John Kerr. Como estrella femenina de la película, acude a Natalie Wood, que sólo contaba entonces con 16 años. 
Luego, como es sabido, muere James Dean una semana antes del estreno mundial. Se convierte entonces en un icono entre la juventud mundial, y Ray se ve muy afectado por esta muerte.

### Últimos años
En un desesperado intento de olvidar la tragedia, Nicholas Ray dirigió Rey de reyes y 55 días en Pekín. Sufrió una dolencia cardíaca durante el rodaje de 55 días en Pekín que fue el principio del final de su carrera. Lo había perdido todo. Enloquecía progresivamente en lo relacionado con James Dean, del que decía que le había legado diversos objetos. Por ejemplo, exhibió un rifle ante los estudiantes de la Sorbona gritando que Dean se lo había legado. 
En el final de su vida, cayó en el alcoholismo y la ludopatía. Su fortuna se disipó en un abrir y cerrar de ojos. En 1969 conoció en la Universidad de Chicago a la mujer que fue su cuarta y última esposa, una estudiante de la facultad llamada Susan Schwartz, de 18 años (él tenía 58). 
Participó como actor en dos filmes de Wim Wenders: El amigo americano (1976) y el documental Relámpago sobre agua (1979) rodado durante los últimos dos meses de su vida.

### Vida personal
Bisexual y adicto al alcohol y a las anfetaminas, se casó con la actriz Gloria Grahame (su segunda esposa) con la que tuvo un hijo, Tim, y más tarde se divorciaron. Ocho años después, en 1960, Hollywood se escandalizó con el matrimonio de Grahame y Tony Ray, hijo de Nicholas e hijastro de Grahame. Gloria acabó teniendo hijos de los dos Ray: padre e hijo.
Ray tuvo dos hijas con su tercera mujer, la actriz y bailarina Betty Utey. Su cuarta y última mujer, Susan Ray, escribió un ensayo con el título de La autobiografía de Nicholas Ray.
Tras acudir a Alcohólicos Anónimos, en 1976 ya había logrado superar sus adicciones.
En sus dos últimos años, colaboró en la dirección de Relámpago sobre agua (Lightning Over Water), también conocida como Nick' s Film, con el director alemán Wim Wenders. Se trata de un testimonio sobre el final de la vida de Nicholas Ray. En la última escena, sus amigos llevan sus cenizas, en un barco, hasta el océano. Murió de cáncer de pulmón el 16 de junio de 1979 en Nueva York, después de dos años de enfermedad y agonía.

## Filmografía
- Los amantes de la noche (1948)
- Llamad a cualquier puerta (1949)
- El secreto de una mujer (1949)
- En un lugar solitario (1950)
- Nacida para el mal (1950)
- Infierno en las nubes (1951)
- La casa en la sombra (1951)
- Hombres errantes (1952)
- Johnny Guitar (1954)
- Busca tu refugio (1955)
- Rebelde sin causa (1955)
- Sangre caliente (1956)
- Bigger Than Life (1956)
- La verdadera historia de Jesse James (1957)
- Amarga victoria (1957)
- Muerte en los pantanos (1958)
- Chicago, año 30 (1958)
- Los dientes del diablo (1959)
- Rey de reyes (1961)
- 55 días en Pekín (1963)
- Nunca volveremos a casa (1973)
- Relámpago sobre agua (1980)

## Premios y distinciones
Premios Óscar
| Año  | Categoría       | Película          | Resultado |
| ---- | --------------- | ----------------- | --------- |
| 1956 | Mejor argumento | Rebelde sin causa | Nominado  |